# Distrito electoral de Fairbury (condado de Jefferson, Nebraska)
Fairbury (en inglés: Fairbury Precinct) es un distrito electoral ubicado en el condado de Jefferson en el estado estadounidense de Nebraska. En el Censo de 2010 tenía una población de 386 habitantes y una densidad poblacional de 4,45 personas por km².

## Geografía
Fairbury se encuentra ubicado en las coordenadas 40°7′42″N 97°11′43″O / 40.12833, -97.19528. Según la Oficina del Censo de los Estados Unidos, Fairbury tiene una superficie total de 86.82 km², de la cual 85.31 km² corresponden a tierra firme y (1.75%) 1.52 km² es agua.

## Demografía
Según el censo de 2010, había 386 personas residiendo en Fairbury. La densidad de población era de 4,45 hab./km². De los 386 habitantes, Fairbury estaba compuesto por el 99.74% blancos y el 0.26% pertenecían a dos o más razas.